# San Agustín los Molinos
San Agustín los Molinos är en ort i Mexiko.   Den ligger i kommunen Atlixco och delstaten Puebla, i den sydöstra delen av landet, 90 km sydost om huvudstaden Mexico City. San Agustín los Molinos ligger 1 971 meter över havet och antalet invånare är 182.
Terrängen runt San Agustín los Molinos är kuperad söderut, men norrut är den platt. Terrängen runt San Agustín los Molinos sluttar söderut. Runt San Agustín los Molinos är det ganska tätbefolkat, med 222 invånare per kvadratkilometer. Närmaste större samhälle är Cholula, 15,9 km nordost om San Agustín los Molinos. Omgivningarna runt San Agustín los Molinos är en mosaik av jordbruksmark och naturlig växtlighet.